# Nick Young
Nick Young, född 1 juni 1985 i Los Angeles i Kalifornien, är en amerikansk professionell basketspelare, som senaste spelade för Denver Nuggets i NBA. Han spelar främst som shooting guard och alternativt som small forward.

## High school-karriär
Young misslyckades att bli antagen av två gymnasieskolor innan han slutligen kom in vid Cleveland High School, som är belägen i Reseda, en förort till Los Angeles. Han snittade 27,2 poäng och 10,8 returer som senior i Cleveland. Han sköt 57,3 % från straffkastlinjen och 46,8 % från tre-poängsområdet (52 av 111), hade 48 brytningar och 41 blockar när Cleveland avslutade säsongen med 25-4 i matcher. Young blev vald som den sjunde bästa spelaren i landet genom HoopScoop och anges av basketoraklet Frank Burlison vara bland Top 50-talanger under 2004. Han gjorde 56 poäng i en match och hade 23 returer i en annan match.

## College-karriär
Young spelade för University of Southern California från 2004 till 2007 och blev invald i allstar-laget, allt- Pac-10 under både 2005–2006 och 2006–2007. I 2007 års NCAA-turnering ledde Young femte-seedade Trojans till en plats i Sweet Sixteen, där de förlorade mot första-seedade North Carolina Tar Heels, med 74-64. Tidigare under säsongen ledde Young skolan till seger med 77-60 i första omgången mot Arkansas.

## NBA-karriär

### Washington Wizards (2007–2012)
Young valdes som nummer 16 av Washington Wizards i 2007 års NBA-draft. Han spelade sin första match i NBA den 15 december 2007, mot Sacramento Kings.
Den 9 januari 2010 fick Young böter på $ 10 000 av Washington Wizards för att ha deltagit i Gilbert Arenas tilltag före en match den 5 januari 2010 mot Philadelphia 76ers. Arenan undersöktes för en tidigare händelse som involverade vapen i Wizards omklädningsrum, då Young pekade med fingret mot sina lagkamrater, som om han sköt dem. Hans lagkamrater fotograferades leende och skrattade med honom.
Young gjorde ett av karriärens bästa spel med 43 poäng den 11 januari 2011 mot Sacramento Kings.

### Los Angeles Clippers (2012)
Den 15 mars 2012 blev Young utbytt till Los Angeles Clippers i en trevägshandel med Denver Nuggets och Washington Wizards. Senare, den 16 april 2012, hjälpte han Clippers att klara sitt första playoff-spel på 6 år med en 19 poängs prestation mot Oklahoma City Thunder. Han var också en viktig del av Clippers comebackseger mot Memphis Grizzlies i en match 2012, Young gjorde tre trepoängare på under en minut.

### Philadelphia 76ers (2012–2013)
Den 12 juli 2012 undertecknade Young ett ettårsavtal med Philadelphia 76ers.

### Los Angeles Lakers (2013-2017)
Den 11 juli 2013 undertecknade Young ett avtal med Los Angeles Lakers. Under säsongen 2013–2014 omvandlade han ett Lakers rekord, sju fyra poängspel, med en genomsnittlig karriärhög 17,9 poäng per match.
Den 21 juli 2014 återtecknade Young ett kontrakt med Lakers på fyra år, värt 21,5 miljoner dollar. Under träningslägret led han av en ligamentskada i högra tummen och förväntades missa sex till åtta veckor. Efter att ha missat de första tio matcherna i säsongen på grund av skadan, gjorde Young sin debut den 18 november mot Atlanta Hawks, med 17 poäng och 5 returer i en 114-109-vinst. Den 12 december gjorde han säsongshöga 29 poäng i en 112-110-seger över San Antonio Spurs.
Den 30 november 2016 skadade Young höger vadmuskel och spelade inte på flera veckor. Den 17 december 2016 gjorde han åtta trepoängare och gjorde säsongshöga 32 poäng i en förlust på 119-108 för Cleveland Cavaliers. Mellan slutet av december och början av januari gjorde Young 36 trepoängare i åtta matcher. Den 2 april 2017, efter att inte ha fått spela 11 av de senaste 12 matcherna trots att han var frisk, stängdes Young av från Lakers de sista fem matcherna. Den 21 juni 2017 meddelade Lakers att Young valde att inte utöva sin rätt att förlänga kontraktet inför säsongen 2017–2018.

### Golden State Warriors (2017–2018)
Den 7 juli 2017 skrev Young kontrakt med Golden State Warriors. I sin debut för Warriors den 17 oktober 2017 gjorde han sex trepoängare och totalt 23 poäng i en 122-121-förlust mot Houston Rockets. Han hjälpte Warriors att nå 2018 års NBA-final, där de besegrade Cleveland Cavaliers i fyra matcher, och Young vann sitt första NBA-mästerskap.

### Denver Nuggets (2018)
Den 10 december 2018 skrev Young på för Denver Nuggets. Den 30 december släpptes han från Nuggets.